# Principi-vescovi di Bressanone

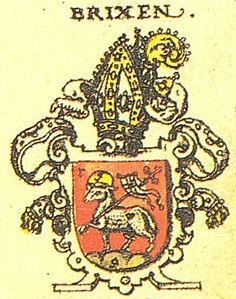
Lo stemma del principato vescovile di Bressanone

Segue la lista dei 56 principi-vescovi di Bressanone, dal 1027 al 1803, che esercitarono il potere temporale conferito dall'imperatore Corrado II il Salico a Hartwig von Hainfels. Ebbero il rango di veri sovrani del feudo imperiale brissinese. Venivano eletti dal capitolo del duomo, poi consacrati. Il 15 febbraio 1803, in seguito all'occupazione del territorio da parte di Napoleone Bonaparte, all'ultimo principe Karl Franz von Lodron rimarrà soltanto la qualifica spirituale di vescovo della diocesi di Bressanone.

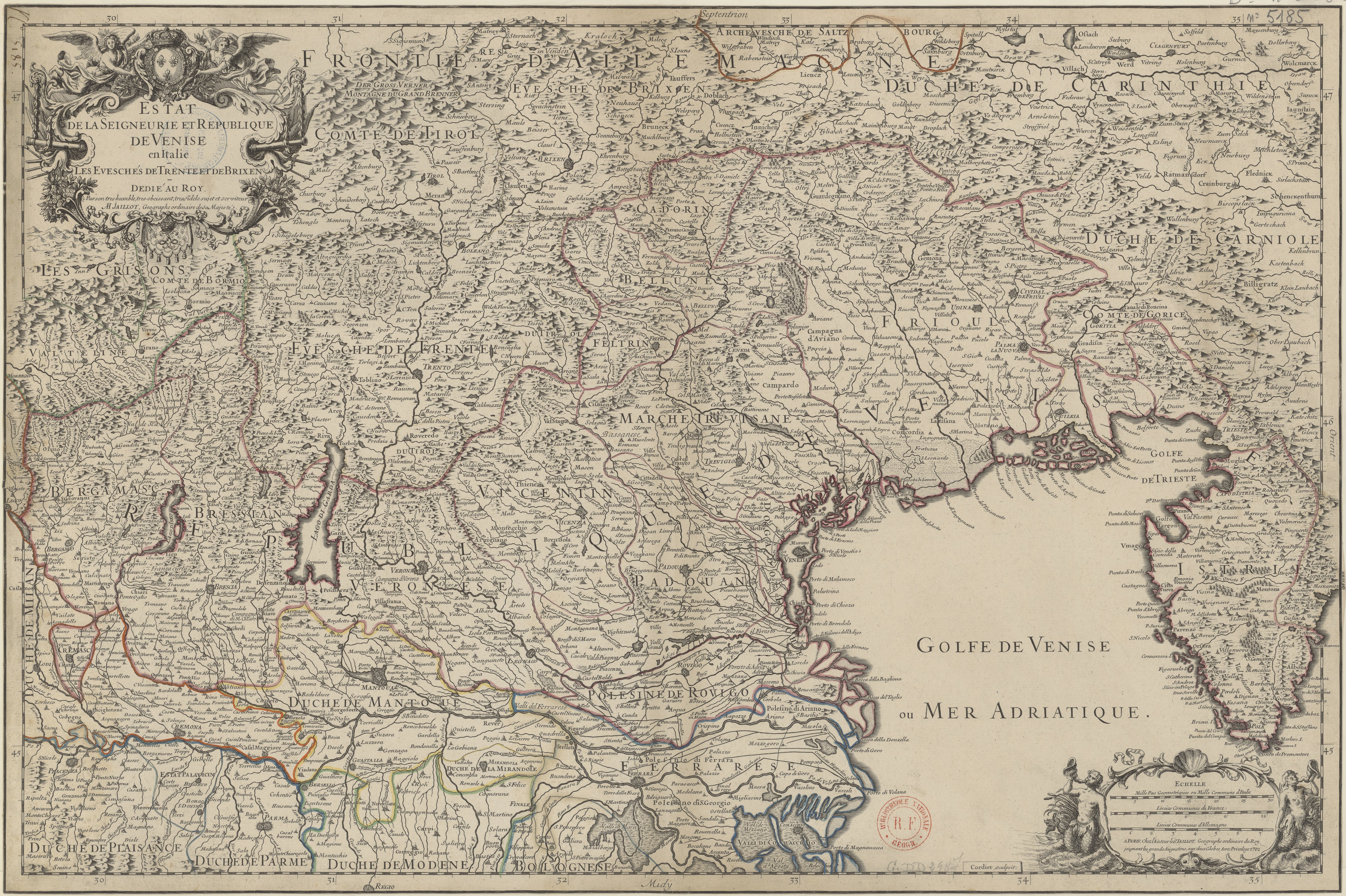
Mappa dei principati vescovili di Trento e Bressanone nel 1702

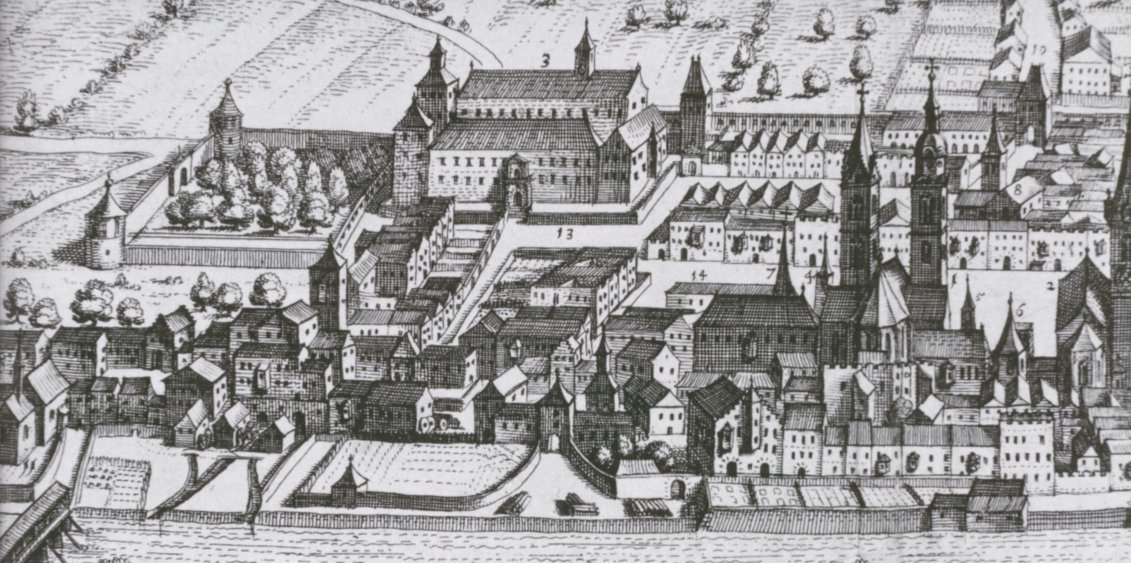
Bressanone e la Hofburg

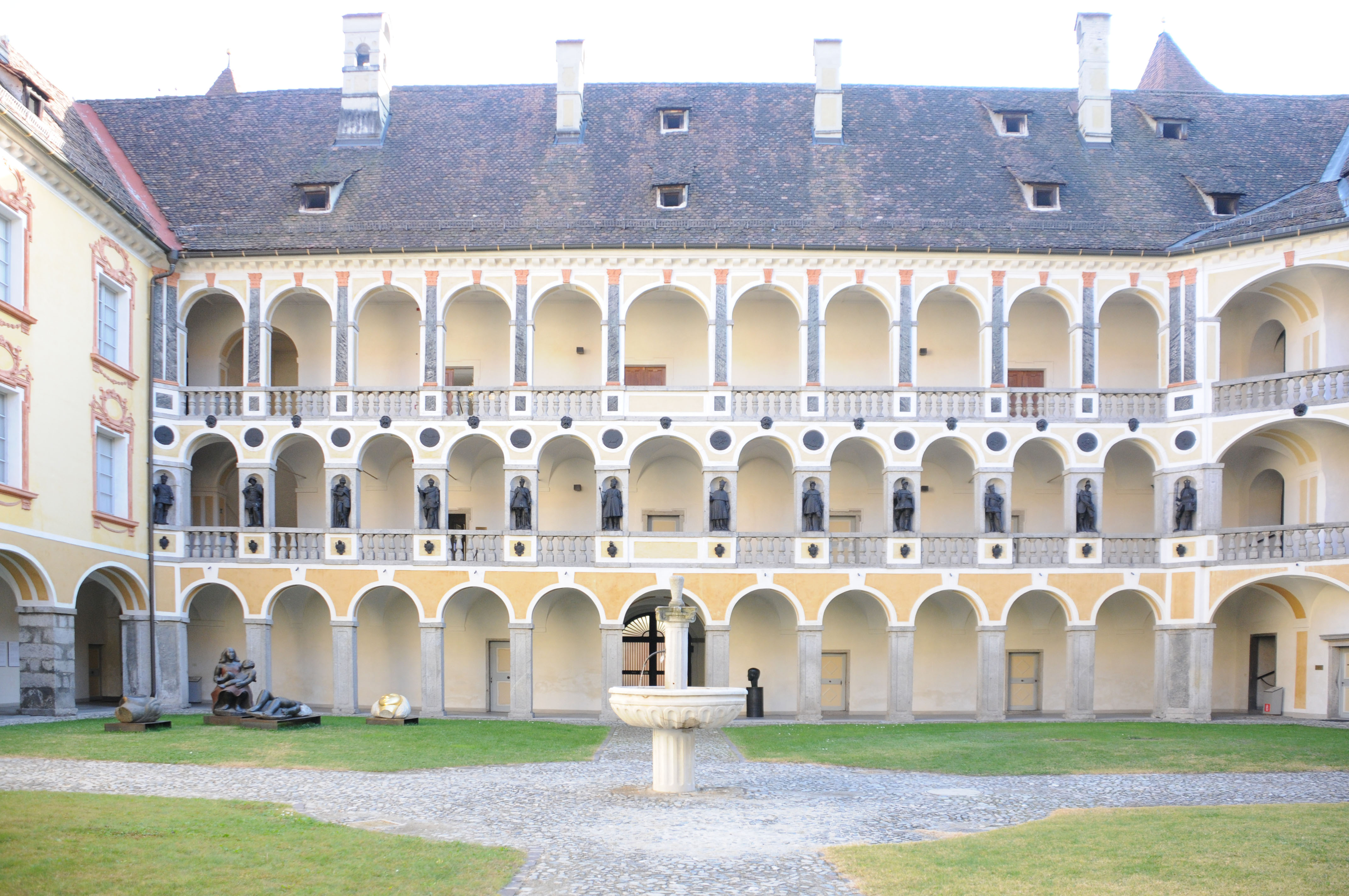
La Hofburg

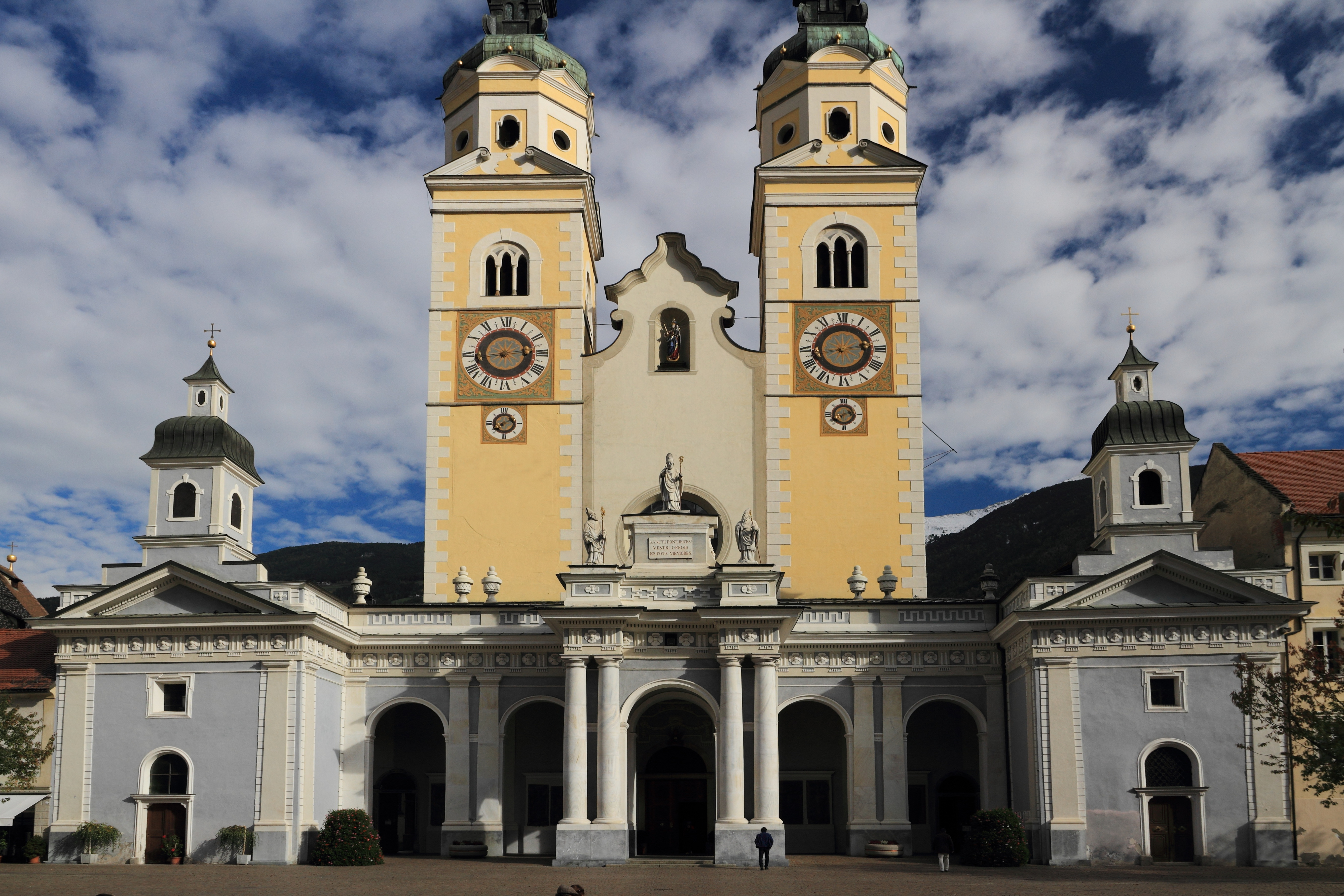
Il duomo di Bressanone

| Ritratto | Titolo           | Nome                                   | Vescovato                           | Note e sepoltura |
|          | Principe-vescovo | Hartwig von Hainfels                   | 27 giugno 1027 - 30 gennaio 1039    | succedette, come vescovo, a Heriward |
|          | Principe-vescovo | Poppone                                | 1039 - 1048                         | fu eletto Papa con il nome di Damaso II (1048); tomba nella basilica di San Lorenzo fuori le mura, Roma                                                                    |
|          | Principe-vescovo | Altwin                                 | 1049 - 1091                         | tomba nel duomo di Bressanone |
|          | Principe-vescovo | Purchard e Anto                        | 1091 - 1100                         | |
|          | Principe-vescovo | Hugo                                   | 1100 - 1125                         | |
|          | Principe-vescovo | Reginberto                             | 1125 - 1140                         | |
|          | Principe-vescovo | Artmanno                               | 1140 - 1164                         | tomba nel duomo di Bressanone |
|          | Principe-vescovo | Ottone di Andechs                      | 1165 - 1170                         | |
|          | Principe-vescovo | Heinrich von Fügen                     | 1170 - 1174                         | |
|          | Principe-vescovo | Richer von Hohenburg                   | 1174 - 1178                         | tomba nella cappella dell'ospedale di Santa Croce, Bressanone |
|          | Principe-vescovo | Heinrich von Berchtesgaden             | 1178 - 1196                         | Federico Barbarossa gli conferì, il 16 settembre 1179, una serie di privilegi per cui i vescovi diventarono davvero principi imperiali, indipendenti dal ducato di Baviera |
|          | Principe-vescovo | Eberhard von Regensberg                | 1196 - 1200                         | |
|          | Principe-vescovo | Konrad von Rodank                      | 1200 - 1216                         | tomba nella chiesa della Madonna, Bressanone |
|          | Principe-vescovo | Bertold von Neifen                     | 1216 - 1224                         | tomba nel duomo di Bressanone |
|          | Principe-vescovo | Heinrich von Taufers                   | 1224 - 1239                         | |
|          | Principe-vescovo | Egno von Eppan                         | 1240 - 1250                         | poi principe-vescovo di Trento |
|          | Principe-vescovo | Bruno von Kirchberg                    | 1250 - 1288                         | tomba nel duomo di Bressanone |
|          | Principe-vescovo | Heinrich von Trevejach                 | 1290 - 1295                         | 1288-1290, sede vacante |
|          | Principe-vescovo | Landolfo di Milano                     | 1295 - 1301                         | |
|          | Principe-vescovo | Johann Sax                             | 1302 - 1306                         | tomba nell'abbazia di Novacella |
|          | Principe-vescovo | Johann von Schlackenwert               | 1306 - 1322                         | |
|          | Principe-vescovo | Ulrich von Schlüsselburg               | 16 giugno 1322 - 11 agosto 1322     | |
|          | Principe-vescovo | Konrad von Klingenberg                 | 1322 - 1324                         | |
|          | Principe-vescovo | Albert von Enn                         | 1324 - 1336                         | |
|          | Principe-vescovo | Matthäus Andergassen                   | 1336 - 1363                         | |
|          | Principe-vescovo | Lamprecht von Brunn                    | 1363 - 1364                         | |
|          | Principe-vescovo | Johann Ribi von Lenzburg               | 1364 - 1374                         | tomba nel duomo di Bressanone |
|          | Principe-vescovo | Friedrich von Erdingen                 | 1376 - 1396                         | 1374-1376 sede vacante; tomba nel duomo di Bressanone |
|          | Principe-vescovo | Ulrich di Vienna                       | 1396 - 1417                         | tomba nel duomo di Bressanone |
|          | Principe-vescovo | Sebastian Stämpfel                     | 1417 - 1418                         | tomba nel duomo di Bressanone |
|          | Principe-vescovo | Berthold von Bückelsburg               | 1418 - 1427                         | tomba nel duomo di Bressanone |
|          | Principe-vescovo | Ulrich Putsch                          | 1427 - 1437                         | tomba nel duomo di Bressanone |
|          | Principe-vescovo | Georg von Stubai                       | 1437 - 1443                         | tomba nel duomo di Bressanone |
|          | Principe-vescovo | Johann Röttel                          | 1444 - 1450                         | |
|          | Principe-vescovo | Nicola Cusano                          | 1450 - 1464                         | tomba nella basilica di San Pietro in Vincoli a Roma |
|          | Principe-vescovo | Francesco Gonzaga                      | 1464 - 1466                         | tomba nella chiesa di San Francesco, Mantova |
|          | Principe-vescovo | Leo von Spaur                          | 1466 - 1471                         | |
|          | Principe-vescovo | Georg Golser                           | 1471 - 1489                         | tomba nel duomo di Bressanone |
|          | Principe-vescovo | Melchior von Meckau                    | 1489 - 1509                         | tomba nella chiesa di Ara Coeli, Roma |
|          | Principe-vescovo | Christoph von Schrofenstein            | 1509 - 1521                         | tomba nel duomo di Bressanone |
|          | Principe-vescovo | Sebastian Sprenz                       | 1521 - 1525                         | tomba nella parrocchiale di Brunico |
|          | Principe-vescovo | Giorgio d'Austria                      | 1525 - 1538                         | |
|          | Principe-vescovo | Bernardo Clesio                        | 19 febbraio 1539 - 28 luglio 1539   | tomba nel duomo di Trento |
|          | Principe-vescovo | Christoph Fuchs von Fuchsberg          | 1539 - 1542                         | tomba nel duomo di Bressanone |
|          | Principe-vescovo | Cristoforo Madruzzo                    | 1542 - 1578                         | tomba nella chiesa di Sant'Onofrio al Gianicolo, Roma |
|          | Principe-vescovo | Johann Thomas von Spaur                | 1578 - 1591                         | tomba nel duomo di Bressanone |
|          | Principe-vescovo | Andrea d'Austria                       | 1591 - 1600                         | tomba nella chiesa di Santa Maria dell'Anima, Roma |
|          | Principe-vescovo | Christoph Andreas von Spaur            | 1601 - 1613                         | tomba nel duomo di Bressanone |
|          | Principe-vescovo | Carlo d'Austria                        | 1614 - 1624                         | tomba nel monastero dell'Escorial, presso Madrid |
|          | Principe-vescovo | Hieronymus Otto Agricola               | 1625 - 1627                         | tomba nel duomo di Bressanone |
|          | Principe-vescovo | Daniel Zen                             | 1627 - 1628                         | tomba nel duomo di Bressanone |
|          | Principe-vescovo | Wilhelm von Welsberg                   | 1628 - 1641                         | tomba nella parrocchiale di Brunico |
|          | Principe-vescovo | Johann Platzgummer                     | 1641 - 1647                         | tomba nel duomo di Bressanone |
|          | Principe-vescovo | Anton Crosini von Bonporto             | 1648 - 1663                         | tomba nel duomo di Bressanone |
|          | Principe-vescovo | Sigismondo Alfonso Thun                | 1663 - 1677                         | tomba nel duomo di Trento |
|          | Principe-vescovo | Paulinus Mayr                          | 1678 - 1685                         | tomba nel duomo di Bressanone |
|          | Principe-vescovo | Johann Franz von Khuen zu Liechtenberg | 1685 - 1702                         | tomba nel duomo di Bressanone |
|          | Principe-vescovo | Kaspar Ignaz von Künigl zu Ehrenburg   | 1703 - 1747                         | tomba nel duomo di Bressanone |
|          | Principe-vescovo | Leopold Maria Joseph von Spaur         | 1748 - 1778                         | tomba nel duomo di Bressanone |
|          | Principe-vescovo | Ignaz Franz Stanislaus von Spaur       | gennaio 1779 - 2 marzo 1779         | tomba nel duomo di Bressanone |
|          | Principe-vescovo | Joseph Philipp Franz von Spaur         | 1780 - 1791                         | tomba nel duomo di Bressanone |
|          | Principe-vescovo | Karl Franz von Lodron                  | 27 febbraio 1792 - 15 febbraio 1803 | ultimo principe sovrano, vescovo di Bressanone fino al 1828; tomba nel duomo di Bressanone                                                                                 |